# Ловинг (окръг, Тексас)
Окръг Ловинг (на английски: Loving County) е окръг в щата Тексас, Съединени американски щати. Площта му е 1753 km², а населението - 67 души (2000). Административен център е населеното място Ментоун.